# جویا ۷۸۹۹
سیارک ۷۸۹۹ (به انگلیسی: 7899 Joya، نامگذاری:1996BV3) هفت هزار و هشتصد و نود و نهمین سیارک کشف شده‌است که در ۳۰ ژانویه ۱۹۹۶ کشف شد.
قدر مطلق سیارک برابر ۲۸.۲ است.